# Equatoria
Equatoria je povijesna regija na jugu Južnog Sudana, koja se pruža uz tok Bijelog Nila. Osim u Južnom Sudanu regija zauzima manji dio Ugande i Egipta, uključujući Albertovo jezero. Osnovao ju je Samuel Baker 1870. godine. Prvi guverner regije bio je Charles George Gordon 1874., a nakon njega dužnost je preuzeo Emin Paša 1878. Muhamed Ahmed ju je pripojio Egiptu, koji je bio pod britanskim mandatom. Od 1889. na vlast dolazi Martin Willoughby Parr. Veća i važnija naselja su Lado, Gondokoro, Dufile i Wadelai, koji su danas pod upravom Republike Ugande. Kad je Sudan pao u britanske ruke, Equatoria postaje jedna od osam najvažnijih državnih pokrajina, te je među Britancima uživala poseban status. Godine 1948. podijeljena je na Equatoriu i Bahr el Ghazal, a 1976. je dodatno podijeljena na Istočnu i Zapadnu Equatoriu. Regija je bila mjestom krvoprolića za vrijeme Prvog sudanskog građanskog rata. Također je pretrpjela i ratnu štetu kod napada Ugande na Sudan, ali i kod britanskih borbi za kolonije. U regiji se smjestio i glavni grad Južnoga Sudana Juba.

## Populacija
Equatoria je poznata po šarolikosti i brojnosti manjih naroda i plemena koji prebivaju u njoj. Bantusi i para-Nilotesi su tradicionalni seljaci i nomadi. Uglavnom žive u većim gradovima kao Budi, Ezo, Juba, Kajo-keji, Kapoeta, Magwi, Maridi, Lainya, Mundri, Terekeka, Tombura, Torit, Yambio i Yei. Osim njih Equatoriu nastanjuju i Acholi, Avokaya, Baka, Balanda, Bari, Didinga, Kakwa, Keliko, Kuku, Lango, Lokoya, Narim, Lopit, Lugbwara, Lulubo, Madi, Makaraka, Moru, Mundari, Mundu, Nyangbwara, Otuho, Pari, Pojulu, Tenet, Toposa i Azande. Neka od ovih plemena kao Bari, Pojulu, Kuku, Kakwa,  Mundari i Nyangbwara dijele zajednički jezik, ali se njihovi naglasci, i neki pridjevi i imenice razlikuju. Isto vrijedi i za plemena Keliko, Moru i Madi.

## Kultura i glazba
Zbog višegodišnjeg građanskog rata, kultura Equatorie je pod utjecajem susjednih zemalja. Mnogi su Južni Sudanci pobjegli u Etiopiju, Keniju, Ugandu, Demokratsku Republiku Kongo i Srednjoafričku Republiku, gdje su u interakciji s državljanima naučili njihov jezik i kulturu. Na većinu onih koje su ostali utjecala je Arapska kultura. Također je vrijedno napomenuti da je većina Južnih Sudanaca zadržala jezgru svoje kulture čak i dok je u izbjeglištvu i dijaspori. Tradicionalna kultura i dalje se održala u većini regije, a ponegdje ulazi i u urbane sredine. Iako su zajednički jezici arapski, Juba i engleski, Kiswahili se uvodi u populaciji kako bi se unaprijedili odnosi sa zemljama susjedima Istočne Afrike. Mnogi glazbeni umjetnici iz Equatorie koriste engleski, Kiswahili, Arabi Juba (arapski kreolski),svoj jezik ili dijalekt ili mješavinu svega.  Omiljeni izvođači pjevaju afro-beat, R&B, i Zouk. Mr.Independet je vrlo poznat po svome reggae izričaju. Ostali poznati glazbeni umjetnici su Yaba Angelosi, Emmy J. Yoere, Mawa J. So Fly, Hadia Badi i Reflections BYG.

## Rana povijest
U 19. stoljeću Egipat je imao kontrolu nad Sudanom, te je uspostavljanjem Equatorie samo učvrstio svoju vlast na drugoj obali Nila. Britanci su 1870. poslali svoga istraživača Sira Samuela Bakera da uspostavi trgovačke veze duž Bijeloga Nila i Gondokorora (Gondu kuru znači "teško kopati"), te uspostaviti trgovački centar na križanju trgovačkih putova u Južnom Sudanu. Gondokoro je bio važno središte, jer se nalazio samo nekoliko milja od kritične točke plovnosti Nila koda Khartouma, a nalazio se i blizu velikoga grada Jube. 
Bakerova nastojanja da otvori još nekoliko manjih tržnica i trgovačkih centara je neuspjela zbog pljačkaških pohoda Arapskih plemena, koji su u Gondokoru željeli nametnuti svoj način života i svoje običaje i kulturu. Kralj Gbudwe koji je vladao zapadnim dijelom današnje Equatorie prezirao je Arapsku kulturu i novčano potpomagao plemena za borbu protiv arapskih pljačkaša. Plemena Azande, Bari, Lokoya, Otuho, i Pari prihvatili su novčanu pomoć i borili se protiv Arapa. 
Na kraju Bakerove guvernerske službe, britanski general Charles George Gordon imenovan je guvernerom Sudana. Položaj preuzima 1874., a na upravljanje je dobio veće područje od Bakera. Dijelom zbog toga što je uspio uspostaviti dodatnu trgovinu, ali i zbog smanjenja sukoba i učestalosti pljački. 1876. sukobio se s egipatskim namjesnikom Khartouma prisiljavajući ga da se vrati u London. 
1878. Gordon je naslijedio glavnog medicinskog časnika regije, Mehmet Emin, popularno znanog kao "Emin paša". Mehmet Emin je imao vrlo mali utjecaj u regiji jer je namjesik Khartouma bio nezaintersiran za njegove planove gospodraskoga razvoja Equatorije. Godine 1881., Muhammed Ahmed Abdullah, muslimanski vjerski vođa, proglasio se Mahdiem ("onaj kojega očekuju"), a započeo je sveti rat ujedinjavanja plemena zapadnog i središnjeg Sudana, uključujući i Equatoriu. Iako je 1883. Mahdistima prekinuta komunikacija, Emin je bio u velikoj opasnosti, kao i ostali nemuslimanski narodi. Emij je uspio zatražiti britansku pomoć. Velika Britanija poslala je vojnu ekspediciju pod nazivom "Advance", u veljači 1887. Ekspedicija je putovala obalom rijeke Kongo, gdje se provlačila kroz tropske kišne šume. Zbog malarije i odsječenog šumskog puta ekspedicija je izgubila dvije trećine članova prije ulaska u Sudan. Dok se ekspedicija probijala kroz šume, Mahdisti su osvojili većinu pokrajina u Equatoriji, iako je Eminu odobrena guvernerska pozicija u kolovozu 1887. Mahdistička država svrgnuta je tek 1898., od strane anglo-egipatskih vojnih snaga pod vodstvom britanskog feldmaršala Lorda Kitchenera. Time je Equatoria vraćena pod sudanski teritorij i britansku upravu.

## Britanska vlast
Equatoria je sve do Prvog svjetskog rata dobivala vrlo malo pažnje od Velike Britanije. Bila je zatvorena za vanjske utjecaje i strogo nadzirana od Britanaca. Kao rezultat toga, područje je ostalo izolirano i nerazvijeno. Ograničene socijalne usluge na području pružili su kršćanski misionari koji su otvorili škole i medicinske klinike. Obrazovna djelatnost misionara uglavnom je ograničena na učenje engleskog jezika i aritmetike.

## Vanjske poveznice
- Equatorians Abroad